# Novorek
Novorêk je skovanka (novo-rek), po analogiji z angleškim Newspeak, izmišljenim govornim standardom za angleščino, ki ga je v svojem antiutopičnem romanu 1984 opisal George Orwell. 
Beseda se je udomačila tudi za označevanje na novo tvorjenih besed, posebno političnih izrazov, kot na primer »stranska škoda« (ang. collateral damage) ali »tehnične ovire« 'ograja iz bodeče žice', ter pretirana raba kratic.
Glavni namen novoreka je bil onemogočenje vseh ostalih načinov mišljenja. Ko bi bil novorek dokončno osvojen, naj bi si heretičnih misli - torej misli, ki se razlikujejo od načel Angsoca (vladajoče stranke) - ne bilo več mogoče zamisliti.

## Slovnica

### A, B in C slovarji
Besednjak novoreka se je delil na tri jasno ločene razrede, znane kot A slovar, B slovar (znan tudi kot sestavljenke) in C slovar.
A slovar so sestavljale besede, ki se uporabljajo v vsakdanjem življenju (npr. jesti, piti, delati, oblačiti se itd.). B slovar so sestavljale besede, ki so bile premišljeno skonstruirane v politične namene (npr. pravomislec, novorek, zlomisel (zločinska misel), miselpol (miselna policija), itd.). C slovar so pa sestavljali izključno znanstveni in tehnični izrazi, ki so bili strogo definirani in očiščeni vseh nezaželenih pomenov. Besede C slovarja so se le redkokdaj uporabljale v vsakdanjem življenju.
1. ↑  »Sodba zoper Minis zaradi predložitve neresnične izjave pravnomočna«. Dnevnik. Pridobljeno 6. oktobra 2022.